# BMI Film & TV Awards 1985
Die Verleihung der BMI Film & TV Awards 1985 war die erste ihrer Art. Es ist die einzige Verleihung bisher, bei der nur ein einziger Komponist geehrt wurde. Bei der Verleihung werden immer Arbeiten des Vorjahres ausgezeichnet.

## Preisträger
- Hilfe, die Amis kommen von Charles Fox